# George Michael
Georgios Kyriacos Panayiotou (Londres, 25 de juny de 1963 - 25 de desembre de 2016) conegut artísticament amb el nom de George Michael, guanyador dues vegades dels premis Grammy, va ser un cantant i compositor anglès d'ascendència grega, que començà la seva carrera amb el duet Wham!, i també com a músic influenciat pel pop i el soul. El seu primer àlbum de l'any 1987, Faith, fou un dels àlbums més venuts de la història, i el primer àlbum que aconseguí sis singles al top 5 als Estats Units. Els quatre àlbums en solitari van assolir el #1 a les llistes del Regne Unit i han esdevingut grans èxits internacionals. Aquest èxit va fer que George Michael fos l'artista més escoltat a la ràdio britànica durant les darreres dues dècades. El 1996 va gravar la cançó Jesus to a child, dedicada al seu amant brasiler Anselmo Fellepa.

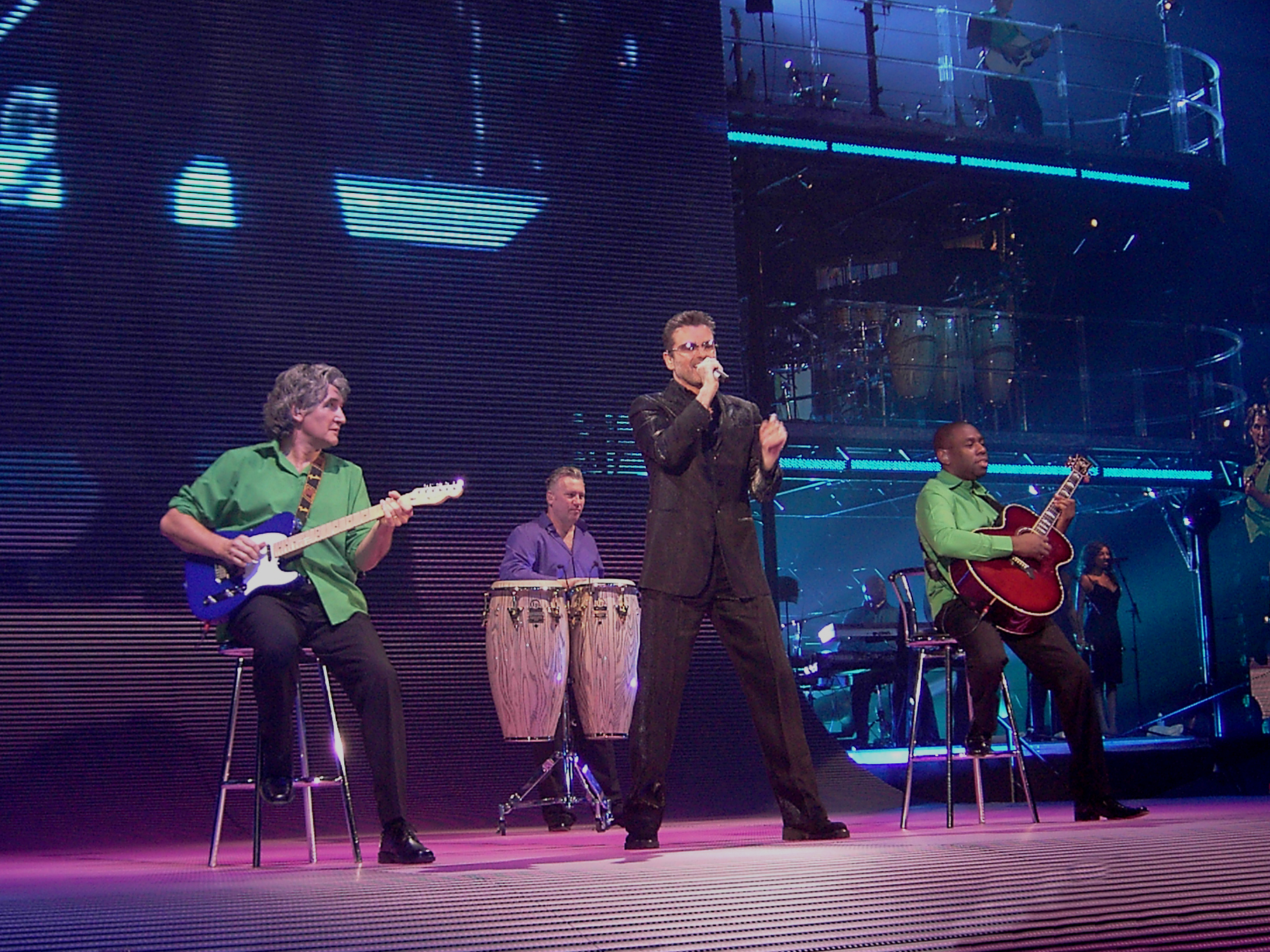
George Michael en un concert a Múnic (Alemanya) el 30 d'octubre de 2006.

## AmbWham!
Àlbums d'estudi
- Fantastic (1983)
- Make It Big (1984)
- Music from the Edge of Heaven (1986)

Àlbums recopilatoris
- The Final (1986)
- 12" Mixes (1988)
- The Best of Wham!: If You Were There... (1997)

## Carrera en solitari
Àlbums d'estudi
- Faith (1987)
- Listen Without Prejudice Vol. 1 (1990)
- Older (1996)
- Songs from the Last Century (1999)
- Patience (2004)

Àlbums recopilatoris
- Ladies & Gentlemen: The Best of George Michael (1998)
- Twenty Five (2006)

## Guardons
Nominacions
- 2001: Grammy al millor àlbum de pop vocal tradicional